# Leopold Engleitner

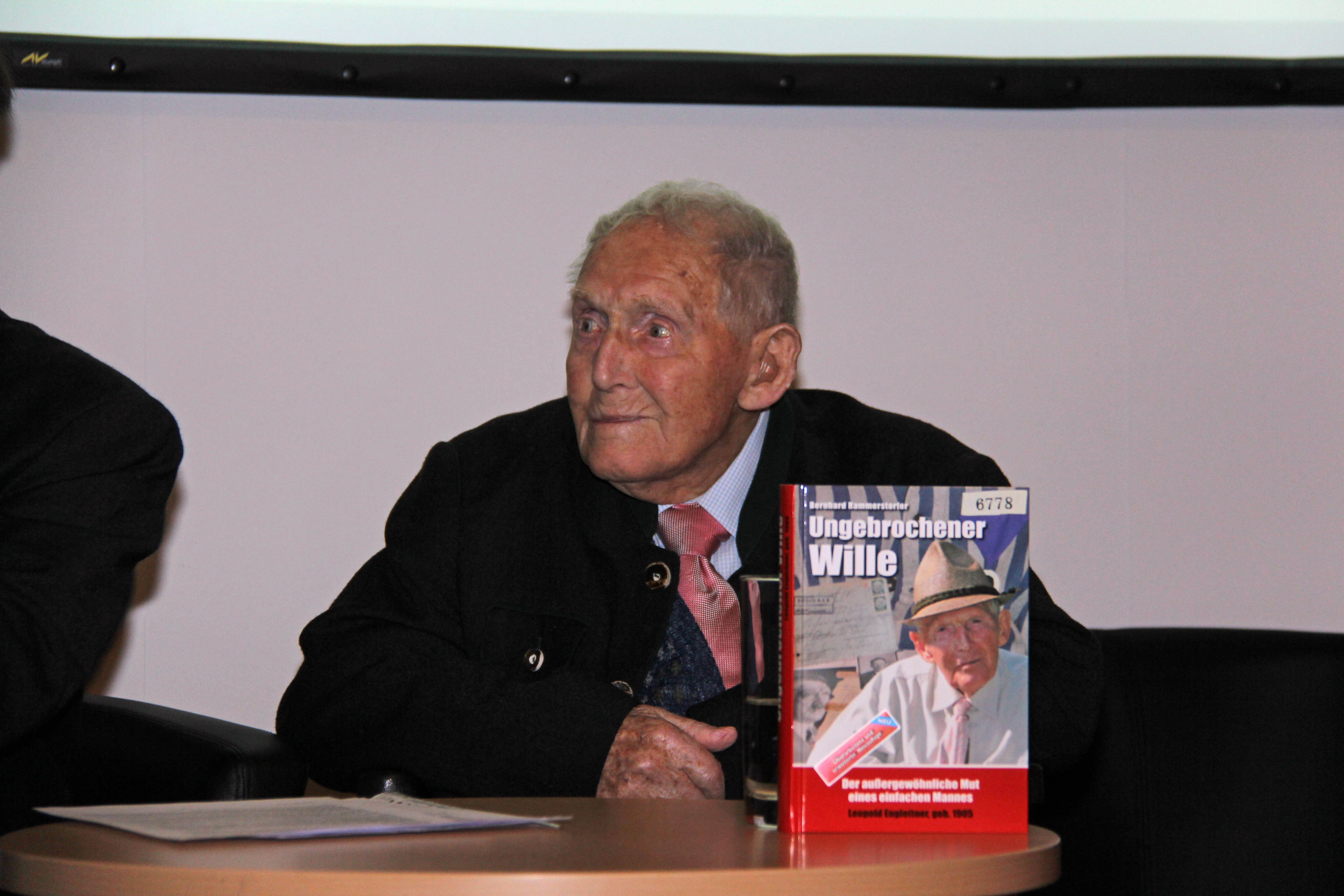
Leopold Engleitner

Leopold Engleitner (1905. július 23. – 2013. április 21.) az egyik legismertebb holokauszttúlélő Jehova-tanú volt.

## Életrajza
1905. július 23-án született; Az ausztriai Bad Ischlben nőtt föl.
Az 1930-as években intenzíven tanulmányozta a Bibliát Jehova Tanúival, 1932-ben meg is keresztelkedett.
Az 1930-as évektől vallási üldöztetést és megvetést kellett elviselnie mind a környezetétől, mind az osztrák hatóságok részéről. A náci Németország egyre nagyobb befolyást gyakorolt hazájára; 1938-ban Adolf Hitler megszállta az országot. Mivel visszautasította a hadseregbe való belépést, a tisztelgést, és különös nézetei, ideológiája miatt hamar szembekerült a náci hatalommal.
1939. április 4-én letartóztatták a Gestapo fegyveresei; Linzben, majd Welsben tartották vizsgálati fogságban. Több különböző börtönt is megjárt. 1939. október 9-étől Buchenwald koncentrációs táborába szállították. Ott a francia kormány túszként fogvatartott két tagjának – Georges Mandel, Léon Blum – személyi szolgálója volt.
Niederhagen melletti táborba szállították át. Azt az ígéretet kapta, hogy ha megtagadja az egyházat és a hitét, akkor hazaengedik, de nem volt erre hajlandó. A brutális bánásmód ellenére sem tört meg. Ezután a ravensbrücki koncentrációs táborban is őrizték.
1943. július 15-én küldték el, de élethosszig tartó munkaszolgálatra ítélték, melyet egy farmon kellett volna letöltenie.
Egy St. Wolfgang melletti farmra szállították. 1945. április 17-én – a háború befejezése előtt három héttel – behívót kapott a Wehrmachttól. Ő azonban megszökött és a Salzkammergut hegyeiben rejtőzött el. Hetekig bujkált a rá vadászó nácik elől turistaházakban és barlangokban – többé nem fogták el.
1945. május 5-én tudott először hazamenni; de vissza kellett mennie a St. Wolfgang melletti farmra, hogy letöltse a munkaszolgálatot, melyre ítélték. 1946-ban megpróbálta otthagyni a farmot, de a kérelmét elutasították. Végül 1946 áprilisában amerikai közbenjárással szabadult.

### A háború után
Az elszigetelődése és az ellene irányuló megkülönböztetés továbbra is folytatódott.
1999-ben Bernhard Rammerstorfer könyvet adott ki és dokumentumfilmet készített életéről Nein statt ja und Amen címen. Ez megismertette a nevét a nagyközönséggel, megszűnt a kirekesztése. Rammerstorferrel együtt előadásokat tartottak iskolákban, emlékhelyeken, egyetemeken szerte Németországban, Olaszországban, Ausztriában, Svájcban és az Egyesült Államokban.
2004-ben a filmet angol nyelvre is lefordították Unbroken Will címen. Amerikában egy utazó előadássorozat keretében a filmet több filmszínházban bemutatták. – Legfontosabb helyek: a washingtoni United States Holocaust Memorial Museum, a New York-i Columbia University, a Los Angeles-i Simon Wiesenthal Center.
2005-ben Rammerstorfer egy új életrajzi DVD-t készített: Nein statt Ja und Amen – 100 Jahre ungebrochener Wille címmel.
2006-ban egy második körutazást is indítottak. A washingtoni Georgetown University és Library of Congress, a New York-i Columbia University, a chicagói Harold Washington College, az Illinois-i Skokie, a Stanford Egyetem, a Los Angeles Museum of the Holocaust voltak az állomások között.
2007-ben francia nyelven megjelent legújabb könyve: Une volonté de fer. Júliusban 101-ik születésnapján az Osztrák Köztársaságtól Arany Érdemjeggyel, és a Német Köztársaságtól Szolgálati Kitüntetés Érdemjeggyel tüntették ki.

## Hatása
A bátorság nemzetközi szimbólumává vált. A tolerancia és hogy az ember szabadon választhassa meg értékrendjét harcosa lett.
Létrehozták a Austrian Holocaust Memorial Service-t(Andreas Maislinger).

## Külső hivatkozások
- 2006-os Híradó a holokauszt legöregebb élő túlélőjéről, Leopold Engleitner-ről
- Leopold Engleitner honlapja
- http://www.maislinger.net/ Archiválva 2010. február 8-i dátummal a Wayback Machine-ben
- http://www.gedenkdienst.org/